# Каррера, Данило
Данило Ксавьер Каррера Уэрта (исп. Danilo Xavier Carrera Huerta, род. 17 января 1989 года) — эквадорский актер, телеведущий и модель.

## Биография
Каррера родился в Гуаякиле, Эквадор, в семье Ксавье Карреры и Эльситы Уэрты. Он старший из пяти детей, у него есть братья Леопольдо, Ксавье, Фелипе и Хуан. Каррера учился в школе Баландра Крус на юге Эквадора.
Он начал свою карьеру в модельном бизнесе в Эквадоре, снимаясь в показах мод, рекламе Toni, а также сотрудничал с брендами De Prati и Abercrombie & Fitch. Увлекается футболом. В 2007 году он был частью эквадорской команды Emelec sub-18, которая стала чемпионом. В 2008 году Каррера присоединился к эквадорской команде «Барселона Спортинг Клаб», за которую он выступал до 2009 года. Помимо актерской карьеры, Каррера продолжает играть в футбол в местной команде в Майами.
В 2018 году находился в отношениях с актрисой Мишель Рено. В феврале 2024 года стало известно, что Каррера начал встречаться с актрисой Исабеллой Фернандес.

## Фильмография
| Год        | Название                      | Роль            | Прим.           |
| ---------- | ----------------------------- | --------------- | --------------- |
| 2012       | Опасные связи                 | Леонардо        |                 |
| 2012       | Грачи                         | Аксель          |                 |
| 2014       | Милая крошка                  | Федерико        |                 |
| 2015       | Страсть и власть              | Франко          | главная роль    |
| 2016       | Маршрут 35                    | Уилсон          | постоянная роль |
| 2016       | От тебя не осталось и следа   | Маурисио        |                 |
| 2017       | Двойная жизнь Эстелы Каррильо | Данило          | главная роль    |
| 2018       | Дочери Луны                   | Себастиан       | главная роль    |
| 2020       | Преодолей страх               | Омар            | главная роль    |
| 2020       | Хотеть всего этого            | Матео           | главная роль    |
| 2021       | С тобой да                    | Альваро         | главная роль    |
| 2022       | Преодолей отсутствие          | Ангель          | главная роль    |
| 2023       | Непобедимая любовь            | Адриан/Давид    | главная роль    |
| 2023—н. в. | Сегодня                       | играет сам себя | ведущий         |
| TBA        | Жажда мести                   | Франсиско       | главная роль    |